# Georg Heydt
Georg Heydt (* 20. März 1619 in Königshofen i. Grabfeld) war ein deutscher Maler.

## Leben
Heydt lebte und arbeitete von 1647 bis 1665 in Dettelbach. Dort war er ein angesehener Bürger und Ratsverwandter sowie auch von 1653 bis 1663 Stadtratsmitglied.
Von seinen Werken sind drei Altarbilder erhalten, die im Jahr 1659 für die Schlosskirche in Amorbach entstanden. In der älteren Literatur wurden Heydt auch die Mirakelbilder zur Wallfahrt Maria im Sand in Dettelbach zugeschrieben.